# 三崁店 (臺南市)
三崁店，是臺灣臺南市永康區的一個傳統地域名稱，位於該區北部。相較於今日行政區，其範圍大致包括三民里不含東部邊界地帶的北側大段及南部邊界地帶的西段與中段、蔦松里東北端、塩洲里東北端。
本地區境內主要聚落為三崁店、東邊寮。

## 歷史
台灣日治初期，三崁店地區為一街庄，稱為「三崁店庄」（舊制街庄），隸屬於內武定里。該庄昔日北與大洲庄、社內庄為鄰，東與車行庄為鄰，南邊為唪口庄，南邊為蜈蜞潭庄、蔦松庄、鹽行庄，西邊為和順藔庄。
1901年（日治明治三十四年）11月11日，全台廢縣廳改設二十廳，該庄隸屬於臺南廳。1904年（明治三十七年）3月31日，該庄編入「永內區」，隸屬於臺南廳。1909年（明治四十二年）10月25日，全台合併二十廳為十二廳，永內區仍隸屬於臺南廳。1920年（大正九年）10月1日，全台地方制度大改正，廢十二廳改設五州二廳，該庄改制為「三崁店」大字，隸屬於臺南州新豐郡永康庄（新制街庄）。
戰後永康庄改制為永康鄉，隸屬於臺南縣，大字亦改制為村。1950年（民國39年）10月25日，雲、嘉、南分治，永康鄉仍隸屬於臺南縣。1993年（民國82年）5月1日，永康鄉升格為永康市，村亦改制為里。2010年（民國99年）12月25日，臺南縣、市合併為直轄臺南市，永康市改制為永康區。

## 聚落
本地區發展較早的聚落為三崁店，在日治初期的官方地圖上已有記載。此外，本地區尚有東邊寮聚落。

## 交通
台鐵縱貫線是台灣西部南北向鐵路幹線，經過本地區東南端邊界地帶。最近的車站在東北側為新市車站，在西南側為永康車站。前者屬三等站，停靠部分區間快車及全部區間車屬；後者屬二等站，停靠部分自強號、莒光號，及全部區間快車、區間車；由此等可前往台鐵沿線各站。
國道1號又稱「中山高速公路」，是貫穿台灣西部的兩條縱向高速公路之一，經過本地區中部，並在本地區南部邊界外不遠處的省道台1線交會口設有永康交流道。由此可快速前往國道1號沿線各地。
省道台1線又稱「縱貫公路」，是臺北至楓港的傳統平面幹道，經過本地區東南端邊界地帶。由該道路北行可前往新市區、善化區、官田區、六甲區等地，南行可前往東區/南區、仁德區、高雄市湖內區、路竹區等地。
區道南142線是三崁店至永康的道路，其北側端點（起點）位於本地區西部近邊界地帶略偏南側的區道南146線終點路口。
區道南146線是蔦松至三崁店的道路，其北側端點（終點）位於本地區西部近邊界地帶略偏南側的區道142線起點路口，由此向東南會經過本地區的三崁店聚落。

## 景點
- 三崁店製糖所神社遺址
- 三崁店糖廠
- 蔣公堤功德碑：紀念臺灣知府蔣允焄捐俸於臺江內海附近的洲仔尾一帶築堤造橋之事蹟而於乾隆三十六年（1771年）所立的石碑。

## 廟宇
- 三崁店保靈宮